# Дакс (округ)
Округ Дакс (фр. Arrondissement de Dax) — округ у Франції, в департаменті Ланди. 2023 року округ об'єднував 152 муніципалітети, населення становило 234 945 осіб.
Адміністративний центр (супрефектура) — Дакс.

## Муніципалітети
Список муніципалітетів округу та їхні коди INSEE:
1. Абас (40118)
2. Азюр (40021)
3. Аму (40002)
4. Ангресс (40004)
5. Ангуме (40003)
6. Аржелос (40007)
7. Арсаг (40011)
8. Астенг (40120)
9. Бассеркль (40027)
10. Бастенн (40028)
11. Батш (40023)
12. Бегаар (40031)
13. Белонг (40040)
14. Белюс (40034)
15. Бенесс-ле-Дакс (40035)
16. Бенесс-Маремн (40036)
17. Бергуе (40038)
18. Бері (40041)
19. Бйодос (40044)
20. Боннгард (40047)
21. Брассампуї (40054)
22. Б'ярротт (40042)
23. В'є-Буко-ле-Бен (40328)
24. В'єль-Сен-Жирон (40326)
25. Вік-д'Орибат (40324)
26. Вільнав (40330)
27. Гаас (40101)
28. Гамард-ле-Бен (40104)
29. Гарре (40106)
30. Гожак (40109)
31. Гоос (40113)
32. Гурбера (40114)
33. Гусс (40115)
34. Гутс (40116)
35. Дакс (40088)
36. Доазі (40089)
37. Донзак (40090)
38. Егас (40125)
39. Енкс (40126)
40. Ерегав (40206)
41. Ерм (40123)
42. Естібо (40095)
43. Жибре (40112)
44. Жосс (40129)
45. Ізосс (40334)
46. Кандресс (40063)
47. Каньотт (40059)
48. Капбретон (40065)
49. Каркарес-Сент-Круа (40066)
50. Карсан-Понсон (40067)
51. Кассан (40068)
52. Кастель-Сарразен (40074)
53. Кастельно-Шалосс (40071)
54. Кастеньос-Суслан (40069)
55. Кастетс (40075)
56. Клермон (40084)
57. Коней (40077)
58. Копенн (40078)
59. Лабатю (40132)
60. Лабенн (40133)
61. Лалюк (40142)
62. Ламот (40143)
63. Лаосс (40141)
64. Ларбе (40144)
65. Ле-Леї (40153)
66. Левіньяк (40154)
67. Ленкс (40155)
68. Леон (40150)
69. Лесгор (40151)
70. Лі-е-Мікс (40157)
71. Лоред (40147)
72. Луе (40159)
73. Луркан (40160)
74. Мажеск (40168)
75. Марпап (40173)
76. Ме (40179)
77. Мелі (40177)
78. Мембаст (40183)
79. Мессанж (40181)
80. Меян (40180)
81. Міссон (40186)
82. Мольєтс-е-Маа (40187)
83. Монфорт-ан-Шалосс (40194)
84. Мускардес (40199)
85. Мюгрон (40201)
86. Нарросс (40202)
87. Насьє (40203)
88. Нербіс (40204)
89. Нусс (40205)
90. Одон (40018)
91. Оерелей (40207)
92. Озур (40216)
93. Онар (40208)
94. Ондр (40209)
95. Ор'є (40121)
96. Орист (40211)
97. Оркс (40213)
98. Ортев'єль (40212)
99. Оссаж (40214)
100. Пе (40222)
101. Пейрорад (40224)
102. Помарез (40228)
103. Понтон-сюр-л'Адур (40230)
104. Пор-де-Ланн (40231)
105. Прешак-ле-Бен (40237)
106. Пуаянн (40235)
107. Пуаяртен (40236)
108. Пуйон (40233)
109. Рив'єр-Саас-е-Гурбі (40244)
110. Рйон-де-Ланд (40243)
111. Сейресс (40300)
112. Сен-Бартелемі (40251)
113. Сен-Венсан-де-Поль (40283)
114. Сен-Венсан-де-Тіросс (40284)
115. Сен-Жан-де-Льє (40263)
116. Сен-Жан-де-Марсак (40264)
117. Сен-Жульєн-ан-Борн (40266)
118. Сен-Жур-д'Орибат (40260)
119. Сен-Жур-де-Маремн (40261)
120. Сен-Крик-дю-Гав (40254)
121. Сен-Лон-ле-Мін (40269)
122. Сен-Лоран-де-Госс (40268)
123. Сен-Мартен-де-Енкс (40272)
124. Сен-Мартен-де-Сеньян (40273)
125. Сен-Мішель-Ескалюс (40276)
126. Сен-Панделон (40277)
127. Сен-Поль-ле-Дакс (40279)
128. Сент-Андре-де-Сеньян (40248)
129. Сент-Етьєнн-д'Орт (40256)
130. Сент-Марі-де-Госс (40271)
131. Сент-Обен (40249)
132. Сент-Яген (40285)
133. Сеньосс (40296)
134. Собйон (40291)
135. Собриг (40292)
136. Собюсс (40293)
137. Соньяк-е-Камбран (40294)
138. Соортс-Оссегор (40304)
139. Сор-ан-Шалосс (40308)
140. Сорд-л'Аббе (40306)
141. Супросс (40309)
142. Сустон (40310)
143. Сьєст (40301)
144. Таллер (40311)
145. Тарнос (40312)
146. Тартас (40313)
147. Терсіс-ле-Бен (40314)
148. Тетьє (40315)
149. Тій (40316)
150. Тосс (40317)
151. Тулузетт (40318)
152. Юза (40322)